# 1894 en droit
Cet article présente les faits marquants de l'année 1894 en droit.

## Événements

### Mars
- 20 mars : création du ministère des Colonies français, chargé de centraliser la gestion des colonies. Tous les territoires appartenant à la France ou protégés par elle hors d'Europe en relèvent désormais. Ses administrateurs sont formés par l'École coloniale.

## Décès
- Date précise inconnue :
  - Henri-Jean Feye, prêtre néerlandais, professeur de droit canon à l'Université catholique de Louvain, secrétaire de commission au concile Vatican I